# クロスレビュー
クロスレビュー（Cross Review）とは、ある物事に対する評価を複数の人間で行うことを意味する。
本項目ではKADOKAWA Game Linkage刊行のゲーム雑誌『週刊ファミ通』に連載している同名のタイトルが冠された新作ゲームの評価コーナー企画について説明する。なお、KADOKAWAは「クロスレビュー」という名称を商標登録している（登録番号第4664850号）。
名称は異なるが、『ミュージック・マガジン』でも「クロス・レヴュー」というタイトルで、『BURRN!』でも「DISC REVIEW」というタイトルで同種のアルバムCD評が行われている。

## 概要
『週刊ファミ通』において最も長く続いているメイン企画として連載されている。
四人の編集者がレビュアーとしてゲームソフトをプレイし、各人10点満点、計40点満点で採点するコーナーとなる。編集者の似顔絵は、『ログイン』編集者でもあったマンガ家の荒井清和が担当している。
全てのコンシューマーゲームが評価されるわけではなく、パチンコ・パチスロのシミュレーターなどや実用ソフトは評価の対象から外れることもある。また、発売週にレビューを行わず、翌週号以降に紹介される場合もある。

## 歴史
前身の「SOFT天気予報」を進化させる形で1986年10月31日号より開始された。初期の頃は基本的に東府屋ファミ坊、水野店長、森下万里子、ガスコン金矢（後にTACO.X）と固定の4人のみで行われていたが、人事異動や発売されるゲームの本数が増えるに従って多数の編集者で持ち回りするようになった。なお森下は架空の人物で、九品仏在住など細かな設定を施したという。
1988年11月11日号から「読者のクロスレビュー」も開始された。
1996年11月22日号以降、合計点数が32点以上のソフトは「殿堂入り」とされ、マークが付けられるようになった。さらに1998年7月24日号からは、点数によってシルバー（30点-31点）、ゴールド（32点-34点）、プラチナ（35点-40点）とランク別にマークが付けられるようになる。1998年7月31日号からは、29点以下の殿堂入りは取れなかったが一部レビュアーの評価が8点を超えているソフトを「編集者○○のオススメ」と冠して紹介している。
2009年までレビューされたソフトは14288本、レビュアーは86名登場した。